# Naissance en 1136
Naissance
- 1132
- 1133
- 1134
- 1135
- 1136
- 1137
- 1138
- 1139
- 1140

Cette page dresse une liste de personnalités nées au cours de l'année 1136 :
- 1er avril ou 1er août : Humbert III de Savoie, 8e comte de Maurienne, également seigneur du Bugey, d'Aoste et du Chablais, marquis de Suse et d'Italie (comte de Turin).
- 29 juin : Pétronille d'Aragon, reine d'Aragon, comtesse de Barcelone, de Gérone, d'Osona et Cerdagne, de Besalú, de Pallars Jussà, de Sobrarbe et de Ribagorce.
- 22 juillet : Guillaume FitzEmperesse, vicomte de Dieppe.

- Al-Djazari, ou Abū al-'Iz Ibn Ismā'īl ibn al-Razāz al-Jazarī, érudit, artiste, astronome, inventeur et ingénieur mécanique kurde.
- Amaury Ier de Jérusalem, comte de Jaffa et d'Ascalon et roi de Jérusalem.
- Bernard IV d'Armagnac, comte d'Armagnac.
- Constance de Castille, reine de France.
- Lý Anh Tông, empereur du Đại Việt (ancêtre du Viêt Nam).
- Marie de Boulogne, comtesse de Boulogne.

date incertaine (vers 1136)
- Henri de Marcy, cardinal-évêque d'Albano puis légat du pape.
- William de Newburgh, historien anglais et chanoine de saint Augustin.

## Crédit d'auteurs
- Cet article est partiellement ou en totalité issu de l'article intitulé « 1136 » (voir la liste des auteurs).